# Copidognathus latus
Copidognathus latus är en spindeldjursart som beskrevs av Viets 19??. Copidognathus latus ingår i släktet Copidognathus, och familjen Halacaridae. Arten är reproducerande i Sverige.